# Mulaló
Mulaló, es un corregimiento en jurisdicción del municipio de Yumbo, Colombia, en el departamento del Valle del Cauca. El centro poblado fue construido en los terrenos de la antigua hacienda Mulaló, y alberga 1800 habitantes. 

## Geografía
Ubicado al norte de la capital del departamento, la ciudad de Santiago de Cali, Mulaló es uno de los diez corregimientos del municipio más industrial del Valle del Cauca, Yumbo. Localizado entre la cabecera municipal de Yumbo y el municipio de Vijes, en la vertiente occidental de la Cordillera Occidental de los Andes.
De clima seco y cálido, tiene en el día una temperatura media de 28 °C, y en la noche de 20 °C, surcado por la quebrada, tiene una extensión de 4.953 hectáreas. Su gentilicio es mulaloes o mulaleños. 
Por este corregimiento se proyecta un acceso alterno a Buenaventura, principal puerto sobre el pacífico en Colombia, la distancia con el puerto se acortaría en 32.3 km. El tramo a construir Mulaló – Dagua, que empataría con la actual carretera, atravesaría a los municipios de Yumbo, Vijes, La Cumbre y Dagua. Esta obra apoyaría las principales actividades económicas del sector, que son: la ganadería, el cultivo de café, caucho y plátano, en contraste con la principal actividad económica del departamento que es el cultivo de la caña de azúcar. 
Se estima que un volumen de 5.000 vehículos mixtos recorrerían diariamente la carretera.

## Historia

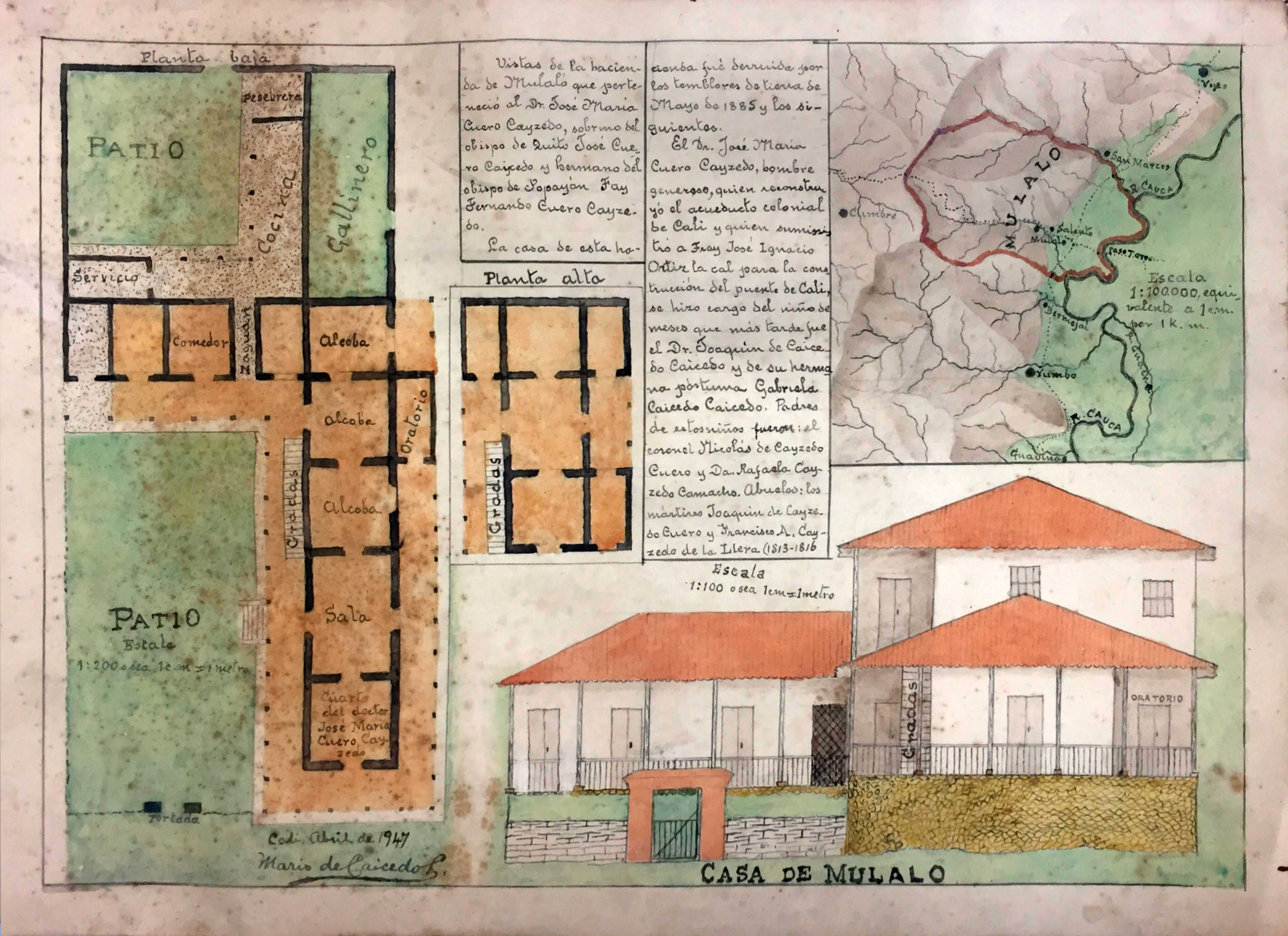
Casa principal de la Hacienda Mulaló

Donde hoy se asienta la población y hasta las riberas del Río Cauca, correspondía a los predios de la antigua Hacienda Mulaló; en las riberas del río, durante la época de la Colonia, funcionó un mercado de esclavos, donde actualmente encontramos ocho ceibas, entre las más grandes y esplendorosas que aún existen en el Valle del Cauca. En las ramas de estas ceibas hoy pueden verse los restos de los grilletes y cadenas que se utilizaban para sujetar a los esclavos.
La Hacienda Mulaló perteneció a José María de Cuero y Cayzedo, cuya familia incluía algunos de los líderes más destacados de la región: 
- era sobrino del obispo de Quito y prócer de la independencia, José de Cuero y Caicedo;
- primo hermano del Alférez Real de Cali y prócer Joaquín de Cayzedo y Cuero;
- y hermano del obispo de Popayán, Fray Fernando Cuero Cayzedo.

Como sus parientes aquí mencionaldos, José María de Cuero y Cayzedo participó activamente en la vida pública de la región: fue miembro del Cabildo de Cali, y participó en la gesta independentista, como signatario del acta de independencia de Cali, el 3 de julio de 1810, y como representante de Anserma en la Junta provisional de gobierno de las ciudades amigas del Valle del Cauca en 1811.  También lideró la reconstrucción el acueducto colonial de Cali y suministró a Fray José Ignacio Ortiz la cal para la construcción del puente de Cali, obra culminada en 1845.
Durante la gesta independentista, el 1 de marzo de 1820, el ejército realista comandado por Sebastián de la Calzada acampó en los predios de la hacienda.  Unas semanas atrás, indican las fuentes históricas, la hacienda "se había convertido también en el espacio de albergue para un batallón de 300 patriotas".

El Libertador, Simón Bolívar, pernoctó en Mulaló como huésped de José María de Cuero dos ocasiones: del 1 al 20 de enero de 1822 y del 25 al 29 de diciembre de 1829. 
Bolívar – refería el doctor Cuero – estaba ya bastante enflaquecido y su mirada carecía de aquel brillo magnético que enantes era una fascinación sobre cuanto le rodeaba. Además se manifestó muy decepcionado y amargado por la injusticia y los rencores de sus gratuitos enemigos. Tal era el estado de ánimo en que se hallaba el Libertador, según la referencia del doctor Cuero, quien a su turno también había resuelto recluirse en el retiro de estas silenciosas oquedades de Mulaló, que ya no ostentaba el rico esplendor de sus aristocráticos moradores ni en sus lejanas colinas se divisaban las nutridas deshesas de millares de ganados, que habían sido el embeleso de esta privilegiada comarca. 
En 1885 un terremoto derribó la casa de la hacienda.
En 1910 el centro poblado de Mulaló fue creado mediante decreto del Concejo Municipal de Yumbo..

## Gastronomía
El chivo es el plato típico de Mulaló. Son famosos el mondongo de chivo y los asados de ovejo africano. Cada año se celebra en el corregimiento el Festival del Chivo, para hacer honor al plato que identifica a la región.

## Arte y Cultura

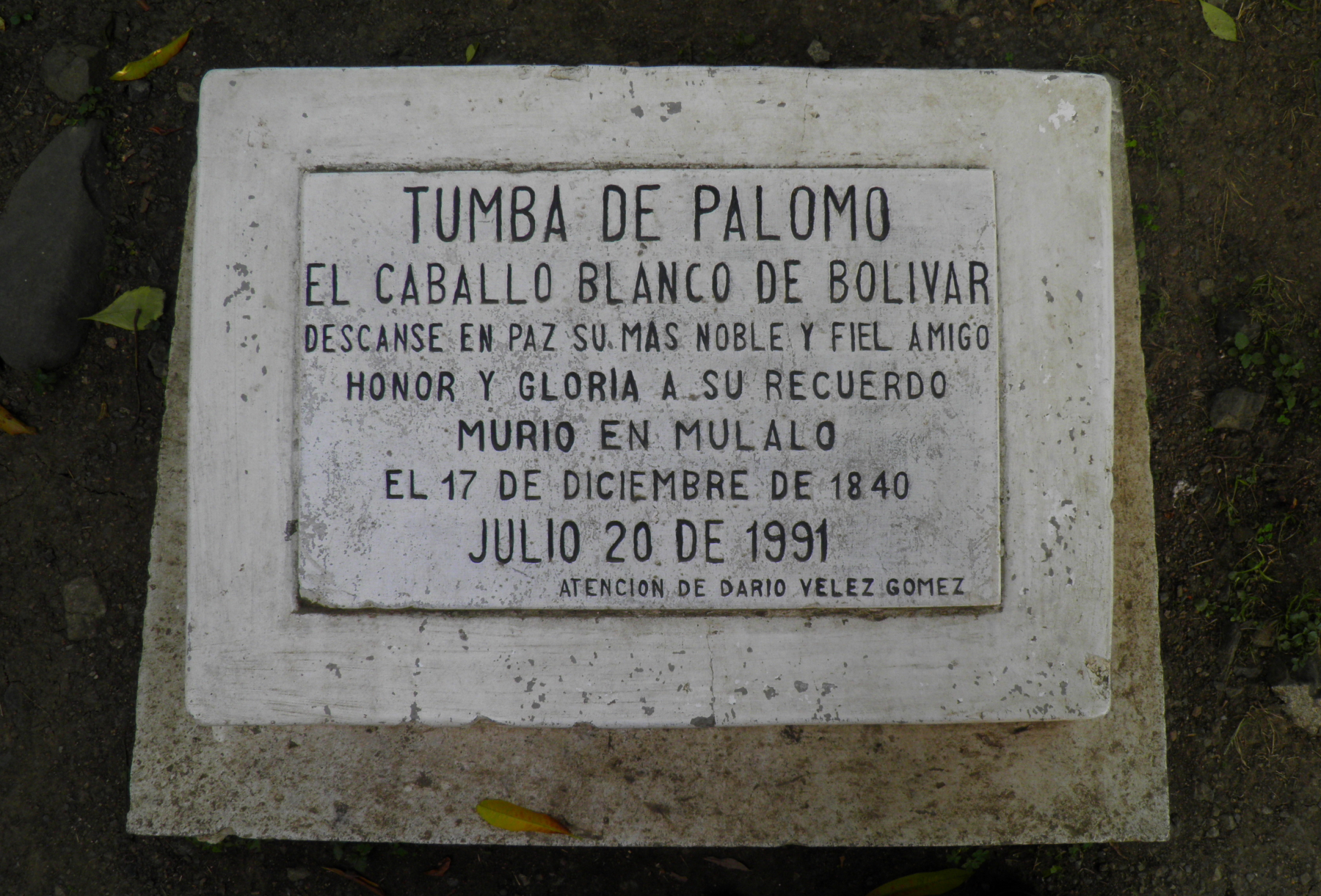
Tumba de Palomo.

Esta población sobrevive en gran medida del turismo, atraído por la tumba del caballo del libertador, de nombre Palomo. 
El Museo Bolívar posee dos módulos. Uno sobre la historia de la hacienda y en conmemoración del paso del Libertador Simón Bolívar por esta región, en su campaña emancipadora; y otro, de manifestaciones culturales, que recopila las crónicas novelescas de las abuelas mulaleñas.
Posee una hermosa Capilla Colonial, en honor a San Antonio de Padua, patrono del corregimiento, que recibe los días festivos a numerosos turistas que llegan a conocer y orar entre las blancas paredes de adobe.
Anualmente se celebra el Festival del Chivo Cachón: se hace un festival gastronómico de Chivo, desfile de chivos y se premia al más Cachón.

## Leyendas
Con objetos recogidos de la antigua hacienda de Mulaló y de sus propios solares los habitantes de Mulaló cuentan una historia, su propia historia, en el que la memoria local fusiona tiempos, objetos y personajes, evidenciando sus propias necesidades de identidad y sus propias concepciones de la historia.
Además del recuerdo vivo en esta población de su paso por esta tierra, Simón Bolívar dejó en Mulaló a uno de sus más fieles amigos, su caballo, Palomo, de quien se afirma está enterrado junto a una ceiba, al lado de la capilla. Sus herraduras, los estribos, la bayoneta y otros objetos del libertador están exhibidos como testimonio en el museo. También se dice que el Libertador, en 1822, engendró una niña en esta localidad. 
Muchos dicen que el General Simón Bolívar jamás se ha ido de estas tierras. A medianoche se escucha por las calles de Mulaló el trote del caballo blanco de Simón Bolívar y el sonido de las medallas del Libertador. Algunos juran que las han visto brillar bajo la ceiba donde se cree está enterrado el equino de nombre Palomo.

## Enlaces
- Mapa de Mulaló
- - Corregimiento Mulaló (enlace roto disponible en Internet Archive; véase el historial, la primera versión y la última).
- Sobre los caballos de Bolívar
- - Museo Mulaló